# Борњана (Варезе)
Борњана је насеље у Италији у округу Варезе, региону Ломбардија.
Према процени из 2011. у насељу је живело 320 становника. Насеље се налази на надморској висини од 448 м.